# دانیلا دودان

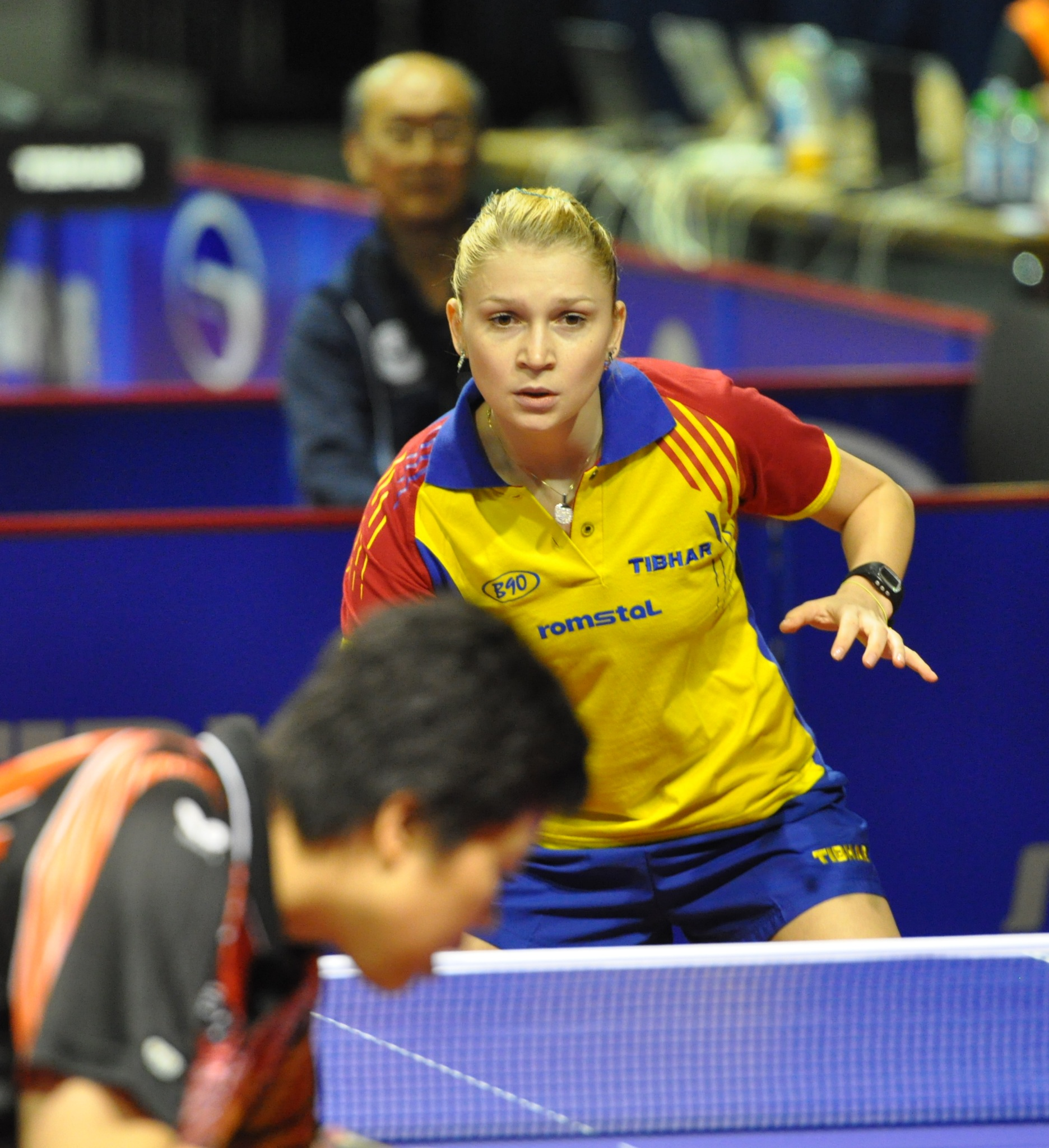
بازیکن تنیس روی میز تیم رومانی

دانیلا دودان (انگلیسی: Daniela Dodean؛ زادهٔ ۱۳ ژانویهٔ ۱۹۸۸) یک بازیکن تنیس روی میز اهل رومانی است. 
وی در مسابقات کشوری و بین‌المللی در مجموع برنده ۲ مدال طلا، ۲ مدال نقره، ۱ مدال برنز شده‌است.